# هرودوت
هرودوت (به یونانی: Ἡρόδοτος) نخستین تاریخ‌نگار یونانی است که آثار او تاکنون باقی مانده است.
هرودوت نویسنده و جغرافی‌دان یونانی بود که به عنوان اولین مورخ شناخته می‌شود. در حدود سال ۴۲۵ قبل از میلاد، هرودوت اثر بزرگ خود را منتشر کرد: گزارشی طولانی از جنگ‌های یونان و ایران که او آن را «تاریخ» نامید. (کلمه یونانی historie به معنای «تحقیق» است) قبل از هرودوت، هیچ نویسنده‌ای چنین مطالعه منظم و کاملی در مورد گذشته انجام نداده بود و سعی نکرده بود علت و معلول وقایع آن را توضیح دهد. پس از هرودوت، تحلیل تاریخی به بخشی ضروری از زندگی فکری و سیاسی تبدیل شد.
برخلاف نویسندگانی که در آغاز کتاب خویش به شرح زندگی خود می‌پردازند، هرودوت در ابتدای کتاب خود به این جملهٔ ساده بسنده کرده است که «هدف هرودوتِ هالیکارناسی از ارائهٔ نتایج پژوهش‌هایش در اینجا آن است که گذر زمان، گرد فراموشی بر کارهای آدمیان و دستاوردهای بزرگ یونانیان و بربرها (غیریونانیان) نَنشاند و دلایل درگیری‌های این دو قوم روشن شود.» اطلاعات موجود دربارهٔ زندگی وی، بسیار اندک است و همان مقدار هم عمدتاً از دو مقالهٔ دانش‌نامهٔ بیزانسی سودا گرفته شده است. بر پایهٔ این منبع، هرودوت در هالیکارناس زاده شده است و در سال ۴۴۴ پیش از میلاد به توریی در جنوب ایتالیای امروزی مهاجرت کرده است، و احتمالاً در همان‌جا نیز درگذشته باشد. از وی به عنوان پدر علم تاریخ یاد می‌شود.
با آنکه هرودوت اکثر عمرش را در جهان یونانی گذرانده است، ولی از آنجا که زادگاهش در نخستین سال‌های زندگی وی زیر استیلای ایران بوده است، با فرهنگ ایرانی نیز آشنایی داشته است. گرچه با زبان فاتحان سرزمینش آشنا نبود، ولی این فرصت برایش پیش‌آمد که از قوانین، مذهب و فرهنگ آن‌ها آگاهی یابد. این آشنایی با فرهنگ‌های یونان و ایران، او را با قدر و منزلت‌شان آشنا ساخت و سبب شد که دربارهٔ دشمنان یونان، قضاوتی منصفانه داشته باشد.
هرودوت برای نوشتن کتابش از شیوهٔ تاریخ‌نویسی روایی استفاده کرده است. به این معنا که از بین روایتهای مختلف، تنها روایتی را ذکر کرده که می‌پنداشته از دیگر روایت‌ها صحیح‌تر است؛ منبع و سرچشمهٔ این روایت‌ها نیز غالباً، شنیده‌های شفاهی او بوده‌اند. گرایش‌های سیاسی و مذهبی هرودوت در تاریخ‌نگری و تاریخ‌نگاری او دخالت داشته‌اند؛ چنان‌که گرایش او به پریکلس و آتن باعث شده تا وقایع مرتبط با آتن را به سود آتنی‌ها ثبت کند، و هرگاه که مطلب یا گزارشی را دربارهٔ آنچه مورد پسندش بود می‌شنید ولی به درستی آن باور نداشت، به تحلیلش می‌پرداخت ولی این ریزبینی و تحلیل‌ها را در مواردی که احساسات مذهبی یا ملّی او را جریحه‌دار کرده باشد نمی‌بینیم و هرجا که گزارش‌های او با مصلحت آتنی‌ها منافاتی نداشت، بی‌طرف بود. ولی هرگاه پای منافع آتن در میان بود، هر گزارشی، ولو سخن‌های بیهوده را می‌پذیرفت. از نظر مذهبی نیز، به خدایان و الهه‌های یونانی اعتقاد داشت و مشیت الهی را حاکم بر تاریخ می‌دانست.
پیشینهٔ خانوادگی و محیط زندگی هرودوت نیز، در تاریخ‌نگاری و تفکر تاریخی او مؤثر بوده است. عموی هرودوت، شاعر و سیاست‌پیشه بود؛ او در ۹ هزار بیت به شرح پهلوانی‌های هراکلس پرداخته و در هفت هزار بیت حماسهٔ کوچ ایونی‌ها را سروده بود که در کتاب هرودوت نیز بارها به این موضوعات پرداخته شده است.
هرودوت دومین حمله خشایارشاه به یونان را به فال بد گرفت و نتیجه حامله شدن یک قاطر توصیف کرد.

## زندگی
هرودوت که در زبان یونانی هرودوتوس به معنای آفریده و دادهٔ هرا خوانده می‌شود، کهن‌ترین تاریخ‌نگار یونانی‌زبان است؛ که کتابش تواریخ تا زمان ما باقی‌مانده است.
برخلاف نویسندگانی که در آغاز کتاب خویش به شرح زندگی خود می‌پردازند، هرودت در ابتدای کتاب خود به این جملهٔ ساده بسنده کرده است که «هدف هرودوت هالیکارناسی از ارائهٔ نتایج پژوهش‌هایش در این‌جا آن است که گذر زمان، گرد فراموشی بر کارهای آدمیان و دستاوردهای بزرگ یونانیان و بربرها ننشاند و به‌ویژه علت درگیری‌های این دو قوم روشن شود.» اطلاعات ما دربارهٔ زندگی او بسیار متأخر است که عمدتاً از دو مقالهٔ دانش‌نامهٔ بیزانسی سودا گرفته شده است. بر پایهٔ این منبع، هرودوت در هالیکارناس متولد شده بود و در سال ۴۴۴ پیش از میلاد به تروئی در جنوب ایتالیا مهاجرت کرد که احتمال داده می‌شود در همان‌جا نیز درگذشته باشد. خانوادهٔ هرودوت از اشراف این منطقه بودند و به همین دلیل، وی از زندگی مرفهی برخوردار بود. اما به واسطهٔ اوضاع نابسامان شهر و برخی علل سیاسی، به ترک وطن خود و سفر به جزیرهٔ ساموس در یونان ناچار شد.
با آنکه هرودوت بیشتر عمرش را در جهان یونانی گذرانده، ولی از آنجا که زادگاهش در نخستین سال‌های زندگی وی تحت استیلای ایران بوده، با فرهنگ ایرانی نیز، آشنا شد. گرچه با زبان فاتحان سرزمینش آشنا نبود ولی این فرصت برایش پیش‌آمد که از قوانین، مذهب و فرهنگ آن‌ها آگاهی یابد. این آشنایی با فرهنگ‌های یونان و ایران، او را با قدر و منزلت‌شان آشنا ساخت و سبب شد که دربارهٔ دشمنان یونان، قضاوتی منصفانه داشته باشد.

## پیشینهٔ تاریخ‌نگاری در یونان باستان

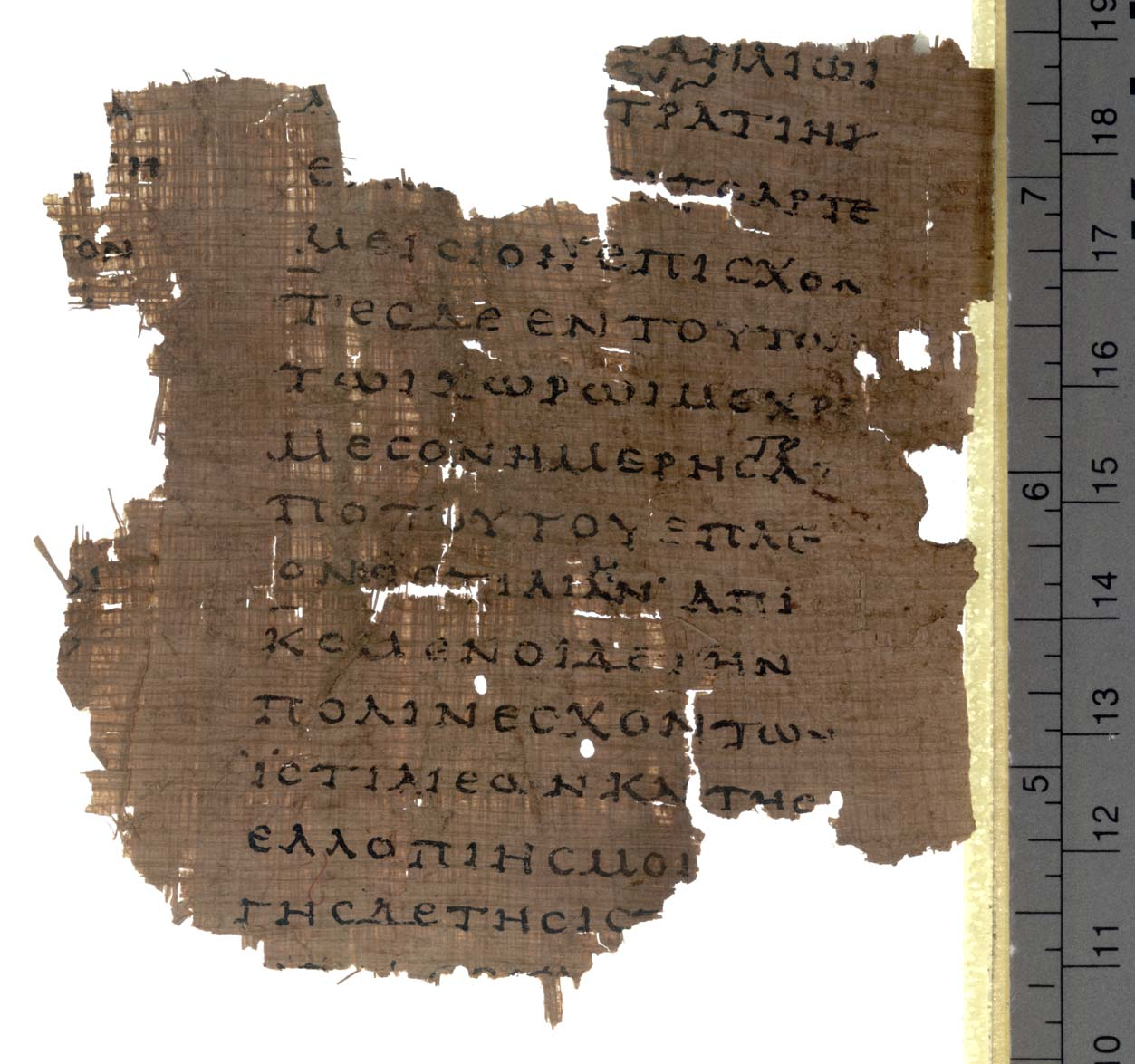
قطعه‌ای از «تاریخ هرودوت». این هشتمین کتاب در مورد پاپیروس اکسیرینخوس بود. قدمت این قطعه به اوایل قرن دوم میلادی بازمی‌گردد.

تا پیش از سدهٔ پنجم پیش از میلاد، از نظر تاریخ‌نگاری و ثبت وقایع، یونانیان فقط اشعار حماسی و سرودهای اساطیری را می‌شناختند و با نگارش وقایع و رویدادها، سالنامهٔ حوادث و جدول وقایع آشنا نبودند و اساساً در این دوره یونانیان خط نداشتند. ظاهراً، نخستین فردی که به بررسی انتقادی تاریخ یونان پرداخت و سعی کرد تاریخ را از اسطوره جدا کند، هکاته بود. وی، در کتابی تحت عنوان شجره‌نامه‌ها، سرگذشت خدایان و قهرمانان یونان را به ترتیب تاریخ توضیح داده است. هرچند او در این اثر نسل خود را بعد از ۱۶ نسل به یک موجود خداگونه می‌رساند، اما سعی داشته روایتی واقع‌بینانه از اساطیر ارائه دهد.
در سدهٔ پنجم پیش از میلاد، در دوره‌ای که به عصر طلایی یونان مشهور است، شعر و درام به اوج کمال خود رسیده بود و نثر نیز رواج تمام داشت، سخنرانی، که بر اثر دموکراسی و نظام قضایی رونق یافته بود، یکی از مهم‌ترین عناصر فرهنگ یونان شد و با شور و شوق تمام مورد توجه قرار گرفت. یونانی‌ها احتمالاً تفاوت بین تاریخ و شعر حماسی را دریافته بودند و برای تاریخ دو مشخصه قائل بودند: تاریخ به نثر است ولی شعر حماسی منظوم است و دیگر اینکه تاریخ واقعیت‌های گذشته را از تصورات و خیالات پیشین جدا می‌کند.
در سال ۴۶۶ پیش از میلاد، کوراکس سیراکوزی رساله‌ای نوشت به نام هنر کلمات و قصدش راهنمایی کسانی بود که می‌خواستند در مجامع و محاکم سخن بگویند. گورگیاس این فن را به آتنیان آموخت و آنتیفون شیوهٔ آراستهٔ گورگیاس را در خطابه‌ها و رسالات خود به کار می‌برد و با آن جبههٔ اولیگارشیگ را تقویت می‌کرد. با ظهور لوسیاس، فن خطابه صورتی زنده‌تر و طبیعی‌تر به خود گرفت؛ ولی فقط سیاستمداران بزرگی چون تمیستوکل و پریکلس بودند که سخنرانی را از تصنع پاک ساختند و تأثیر آن را با سادگی و بی‌پیرایگی آشکار داشتند. سوفسطاییان این سلاح را چنان تیز و نافذ ساختند و شاگردان‌شان چنان در به کار بردن آن ورزیده شدند که چون اولیگارش‌ها در ۴۰۴ پیش از میلاد قدرت را به دست آوردند، آموزش این فن را یک‌سره ممنوع داشتند. نثر دورهٔ پریکلس به تاریخ‌نویسی رونق و اهمیت بخشید و در این دوران بود که تحقیق در اعصار گذشته رواج یافت و به محل و مقام انسان در سیر زمان آگاهانه توجه شد. هرودوت با نگارش تواریخ، تاریخ‌نویسی یونانی را آغاز کرد و آغازکنندهٔ راهی بود که بعدها نویسندگانی چون توسیدید، کسنوفون، دموستن، افلاطون و ارسطو که اکثر آنان اهل آتن بودند، آن را ادامه دادند. تمرکز تاریخ‌نویسی یونانی، بیش‌تر به تاریخ سیاسی، نظامی و دیپلماتیک محدود می‌شد و تاریخ اجتماعی و سیاسی را نادیده می‌گرفت.

## کتاب تواریخ هرودوت
کتاب هرودوت که تواریخ نامیده می‌شود، نخستین تاریخ جهان است که دربارهٔ آداب و رسوم اقوام و ملیت‌های گوناگون سخن گفته و مجموعاً ۹ کتاب یا فصل است. گرچه هرودوت کتابش را تقسیم‌بندی نکرد ولی در دورهٔ رنسانس آن را به ۹ کتاب یا فصل‌های مختلف تقسیم کردند و هر کدام را به نام یک میوز خواندند. این تقسیمات گاهی با محتوای گزارش خود وفق ندارند ولی در هر صورت اکنون کاربردی سنتی یافته‌اند و سبب می‌شوند تا مراجعه به مطالب کتاب آسان شود. از ۹ کتاب او سه کتاب به آسیای صغیر، مصر، میان‌رودان، ایران و سوریه و سرزمین‌های مجاور آن، کتاب چهارم دربارهٔ سکاها و کتاب پنجم تا نهم به جنگ‌های ایران و یونان اختصاص دارد.
هرودوت در ابتدای کتاب تواریخ گستره و هدف از نگارش کتاب را اینچنین بیان می‌کند:
«در اینجا نتایج تحقیقاتِ هرودوت از سرزمین هالیکارناسوس ارائه شده است. هدف این است که گردش روزگار آثار وقایع بشری را نزداید و شهرت دستاوردهای مهم و قابل توجه یونانیان و غیر یونانیان حفظ شود؛ به خصوص که علت خصومت میان یونانیان و غیر یونانیان دربارهٔ مسائلی است که پوشش داده می‌شوند.»
— هرودوت، تواریخ
ترجمه رابین واترفیلد (۲۰۰۸)
در تواریخ سخن از جنگی بزرگ می‌رود که میان ایران و یونان درگرفت. هرودوت می‌کوشد به این پرسش که چرا ملت‌های مذکور با یکدیگر به منازعه پرداختند پاسخ دهد. او برای چنین منظوری لازم می‌بیند علاوه بر شرح داستان جنگ، از تاریخ، رسوم، مذهب و فرهنگ این دو قوم نیز سخن گوید.
از دیدگاه مدرن، تواریخ شامل ابعاد تاریخ‌نگاری، قوم‌نگاری، جغرافیا و توپوگرافی و همچنین حکایات، شایعات، افسانه‌ها و اسطوره‌ها است. رویدادهای کتاب هرودوت از زمان پهلوانان اسطوره‌ای آغاز و به نبرد یونانیان و خشایارشا ختم می‌شود. هرودوت پس از شرحی کوتاه از دوران افسانه‌ای، درگیری بین لیدی‌ها و یونانی‌ها را بیان می‌کند و سپس هنگامی که کرزوس به‌دست کوروش بزرگ شکست خورد، امپراتوری هخامنشی مبنای کار هرودوت می‌شود. او در شرح حوادث، مرتباً به وقایع آینده یا گذشته گُریز می‌زند و افزون بر این، این تکنیک را نه‌تنها در شرح رویدادهای تاریخی به کار می‌برد بلکه در استفاده از مطالب جغرافیایی و قوم‌نگاری نیز از آن استفاده می‌کند. هرگاه قوم یا شخص مهمی برای نخستین بار در کتاب مطرح می‌شود، هرودوت تاریخچهٔ خاص او را تا دورترین زمان ممکن دنبال می‌کند. اثر هرودوت به گفتهٔ خودش، بررسی دلایل وقوع جنگ بین ایرانیان و یونانیان است که درگیری بین خشایارشا و یونانیان، یک سوم از حجم تواریخ را تشکیل می‌دهد. تواریخ با گزارش فتح شهر سستوس توسط یونانیان در سال ۴۷۹ پیش از میلاد به پایان می‌رسد؛ بنابراین هرودوت تاریخ معاصرش را شرح نمی‌دهد زیرا اثر وی در دههٔ ۴۲۰ پیش از میلاد منتشر شد. در نتیجه، او واقعه‌نگار نبوده است.

## شیوهٔ تاریخ‌نگاری هرودوت
برخی معتقدند که هرودوت به فنیقیه، بابل، ایران، مقدونیه، مصر و سرزمین سکاها سفر نمود. در برابر، برخی پژوهشگران این ادعا را به چالش کشیده‌اند و حضور هرودوت در بابل و ایران را نادرست می‌دانند. به هر حال، منابع مورد استفادهٔ هرودوت، غالباً روایت‌های شفاهی بوده‌اند و هرچه را دیده یا شنیده، نقل و روایت کرده است. حتی با فرض حضور وی در سرزمین‌های ذکرشده، از اسناد دیوانی و تواریخ محلی استفاده نکرده، بلکه روایت‌های شفاهی مردمان این سرزمین‌ها را ذکر کرده است. برای نمونه هنگامی که از مصر صحبت می‌کند، کاهنان مصر را مأخذ تحقیقات خویش معرفی کرده و می‌گوید که برای درستی سخن آنان به شهرهای تِبِس و هلیوپولیس رفته تا گفته‌های آنان را با روایت مردم آن‌جا نیز تطبیق دهد. اما برخی از پژوهشگران به این نکته با دیدهٔ شک و تردید می‌نگردند و اعتقاد دارند که هرودوت می‌کوشید تا منابع روایت‌های خود را منابع شفاهی معرفی کند و بدین منظور یا آن‌ها را می‌ساخت یا جعل می‌کرد. ایمروار عقیده دارد که هرودوت در سرتاسر کتاب خود کوشیده تا این پندار را حفظ کند که کارش گزارشی شفاهی است؛ حتی در جاهایی که می‌دانیم یا حدس می‌زنیم که بر پایهٔ منابع مکتوب استوار است. اما هرودوت در ذکر این روایات شفاهی، اندکی دقت را با خوش‌باوری زیاد می‌آمیزد و روی‌هم‌رفته، کنجکاوی یک کودک در وجود او بیشتر غلبه دارد تا خوش‌باوری یک پژوهنده.
در پاره‌ای از موارد به آنچه نقل می‌کند و با عقلش درست نمی‌آید ایراد می‌گیرد، اما بسیاری سخنان بیهوده را نیز بی‌آنکه در صحت آن‌ها شک کند ذکر می‌کند؛ مثلاً از مورچه‌هایی یاد می‌کند که اندازه‌شان از سگ بزرگ‌تر و از روباه کوچک‌ترند و می‌گوید شاه ایران چند رأس از این مورچه‌ها را در اختیار دارد. هرودوت بسیاری از خرافات را بی‌تأمل می‌پذیرد و هرجا واقعه‌ای با اعتقادات مذهبی یا گرایش‌های سیاسی او در تعارض نبود، دربست آن را می‌پذیرد. خود او می‌گوید: «من اگرچه وظیفه دارم آنچه را شنیده‌ام بازگو کنم، ولی بی‌گمان مجبور نیستم همهٔ آن‌ها را باور کنم.» با این همه، بسیاری از این سخنان بیهوده را بی‌آنکه در واقع اجباری داشته باشد، باور کرده است.
روش تاریخ‌نگاری او، روش روایی است. به این معنا که پس از جمع‌آوری اطلاعات خام و دست اول و بررسی روایت‌های مختلف یک رویداد، روایتی که به نظر او به حقیقت نزدیک‌تر بوده را انتخاب نموده و ذکر می‌کند. در نتیجه علی‌رغم اینکه با چندین روایت مختلف آشنا بوده، غالباً فقط یکی از آن‌ها را روایت می‌کند. مثلاً دربارهٔ زندگی کوروش هخامنشی می‌گوید: «با آنکه در این باره سه روایت مختلف از ایرانیان شنیده‌ام، آن روایتی را نقل می‌کنم که [می‌پندارم] بیش‌تر حقیقت دارد و کمتر به ستایش از کوروش پرداخته است.» یکی از ویژگی‌های تاریخ‌نویسی هرودوت آن است که به‌نظر می‌رسد او هر روایت را جداگانه بیان می‌کند و ظاهراً قصد ندارد تا گفته‌های منابع روایت‌های خود را به‌طور اساسی بازبینی کند و آن‌ها را حقیقی‌تر و منطقی‌تر ارائه دهد. در عوض، از هر مکان تنها یک روایت را ذکر می‌کند و هر روایت را از منبعی که می‌پنداشته از دیگران معتبرتر است، ذکر می‌کند.
عمو یا عموزادهٔ هرودوت، شاعری حماسی به نام پانیاسیس بود که با فرمانروای خودکامهٔ هالیکارناس نیز مخالفت و مبارزه می‌کرد. از جزئیات این مبارزه آگاهی درستی در دست نیست، فقط می‌دانیم که پانیاسیس به اعدام محکوم شد و هرودوت نیز به جزیرهٔ ساموس تبعید گردید. این همکاری نزدیک هرودوت و پانیاسیس، نشان می‌دهد که هرودوت از عمو یا عموزادهٔ خود تأثیر گرفته است. از نظر تاریخ‌نویسی، پانیاسیس در ۹ هزار بیت به شرح پهلوانی‌های هراکلس پرداخته و در هفت هزار بیت حماسهٔ کوچ ایونی‌ها را سروده بود و البته پیشگویی هم می‌کرد. در برابر، هرودوت نیز از معجزات فراوان سخن می‌گوید، گفتهٔ غیب‌گویان را با احترام تمام نقل می‌کند و صفحات کتاب خود را با ذکر پیش‌بینی‌های گوناگون پُر می‌سازد. تمام این موضوعات و ماجراهای گوناگون از پهلوانی‌های هراکلس گرفته تا کوچ ایونی‌ها و آینده‌بینی‌ها، نکاتی هستند که در کتاب هرودوت بسیار به چشم می‌خورند.
مکان و محیط زندگی هرودوت نیز در تاریخ‌نگاری او دخیل بوده است. هالیکارناس که محل تولد وی بود در ورودی خلیج سرامیک واقع‌شده و در نزدیکی آن، جزیرهٔ کوس قرار دارد. این جزیره محفل اتحادیه‌های صنفی پزشکان بود که نسب خود را به آسکِلِپیوس، خدای درمان می‌رساندند. اظهار نظرهای متعدد هرودوت در زمینهٔ بیماری‌ها و درمان آن‌ها نشان می‌دهد که وی تحت تأثیر این محیط قرار گرفته بود.
هرودوت از نظر سیاسی به پریکلس، سیاستمدار اهل آتن گرایش داشت و از همین‌روی بود که آنچه آتنی‌ها برای یونان انجام داده بودند و مورد انتقاد اسپارتی‌ها بود را می‌ستاید و در کتابش از اسپارت و دیگر شهرهای رقیب آتن با لحن نامساعدی یاد می‌کند. او همچنین از این جهت مورد سرزنش قرار گرفته بود که گاهی از جادهٔ بی‌طرفی و حقیقت‌جویی دور شده و وقایع را آن‌چنان‌که خواست هواخواهان پریکلس بوده شرح داده است؛ زیرا هدف اصلی وی خوش‌آیندی آتنی‌ها و دفاع از سیاست پریکلس بود و ظاهراً خود را چندان پای‌بند نقد و بررسی مأخذ نمی‌دید. به دیگر سخن، هرجا که ذکر رویدادهای او با مصلحت آتنی‌ها و سیاست پریکلس منافاتی نداشت، بی‌تعصب و بی‌طرف بود ولی هرگاه منافع آتن در میان بود، بسیاری سخنان بیهوده را بی‌آنکه در صحت آن‌ها شک کند، بازگو می‌کرد.
از نظر مذهبی، هرودوت به خدایان و الهه‌های یونانی معتقد بود و مشیت الهی را حاکم بر تاریخ می‌دانست. در برخی از موارد، به بعضی افسانه‌ها که از دخالت خدایان در امور عالم حکایت دارند صبورانه لبخند می‌زند و حتی در توجیه آن‌ها، علل طبیعی نیز بیان می‌کند. برای نمونه، هنگامی که کرزوس در تل هیزم قرار داشت و شعله‌های آتش از هر سو زبانه می‌کشیدند و راهی برای خاموشی آن نبود، «کرزوس به درگاه آپولون دست به دعا برداشت و با صدای بلند از آن ایزد خواست در قبال پیشکش‌های گران‌بهایی که تقدیمش کرده است، وی را از خطر برهاند. ناگهان آسمان صاف که بادی نیز نمی‌وزید پُر ابر شد و طوفانی برخاست و باران تندی بارید و آتش خاموش شد.» در برابر، در پاره‌ای از موارد عاقلانه و منطقی می‌اندیشد و علل مذهبی را به کناری می‌نهد و به جستجوی علت‌های طبیعی می‌پردازد. ویل دورانت معتقد است که چنین تغییری در بینش هرودوت ناشی از شنیدن عقاید سوفسطاییان در اواخر عمر وی بوده است.

## دیدگاه تاریخ‌نگاران و مشاهیر دربارهٔ هرودوت
هرودوت در زمان خود نویسنده بسیار معروفی بود، گفته می‌شود که نوشته‌های خود را در زمان بازی‌های المپیک در آتن می‌خوانده است تا به شهرت خود بیفزاید. دانشمندان سده‌های بعد عقاید متفاوتی دربارهٔ آثار او داشته‌اند، اما روی هم رفته بیشتر محققان او را مورخی می‌دانند که به جای نوشتن حقیقت سعی بر افسانه سرایی برای خوش‌نامی در یونان داشته است.
اوسویوس، وقایع‌نگار معتبر قرن سوم میلادی ضمن گفتگو دربارهٔ سال‌های ۴۴۵ و ۴۴۶ پیش از میلاد، می‌گوید: هرودوت فقط به خاطر اینکه کتاب خود را در ملأ عام در آتن خواند و به شهرتش نایل شد.
پلوتارک از قول «دی‌ئیل» نامی مورخ آتن (از قرن سوم ق. م) گفته: آتنی‌ها در ازای اینکه هرودوت از آن‌ها در کتاب خود به نیکی یاد کند ده تالان به او دادند.
دیون خِری‌سُس‌تُم گفته که هرودوت در ازای کتاب خود از «کُرَنْتی‌ها» وجهی خواست و چون جواب دادند: «نام نیک چیزی نیست که در بازار خرید و فروش شود.» هرودوت از آن‌ها در کتاب خود، در جایی که تاریخ جنگ سالامین را نوشته بد گفت.
ارسطو او را افسانه‌گویی خیالی ولی خوش بیان و دارای قدرت نویسندگی دانسته است و به اشتباه‌های هرودوت در جغرافیا و علوم طبیعی نیز اشاره کرده است.
توسیدید که تاریخ جنگ‌های پلوپونزی را نوشته است، می‌گوید: هرودوت نثرنویسی است که هیچ‌گاه به حقیقت‌نویسی علاقه‌مند نبوده است.
کتزیاس، پزشک دربار داریوش دوم و اردشیر دوم مواردی از نوشته‌های او را دربارهٔ کورش بزرگ، کمبوجیه، داریوش و خشایارشا تکذیب کرده است. (البته باید توجه داشت که نوشته‌های خود کتزیاس به‌طور گسترده‌ای از سوی دانشمندان و تاریخ‌دانان معاصر رد می‌شود و او را یکی از بزرگ‌ترین جاعلان افسانه‌ها و مطالب خلاف واقع و من درآوردی به‌شمار می‌آورند)
یوسف فلاوی، مورخ یهود از قرن اول میلادی گوید که همه دروغ‌گویی هرودوت را ثابت می‌کردند و مان‌تُن مورخ مصری گفته که در نوشته‌های هرودوت راجع به مصر غلط‌های زیادی است.
سیسرون سخنور نامدار عصر جمهوری روم او را پدر تاریخ نامیده و گوید: نوشته‌های او مانند نوشته‌های ان‌نیو پر است از افسانه‌های گوناگون.
دیودور سیسیلی گوید: (کتاب ۱ بند ۶۹) اختراعات و افسانه‌هایی را که هرودوت به عمد در تاریخ مصر داخل کرده به سکوت خواهیم گذراند.
استرابون جغرافیدان نامدار می‌نویسد: به شعرای قدیم مانند هومر و هزیود بیشتر می‌توان اعتماد داشت تا به هرودوت و مورخان دیگر عهد قدیم.

## هرودوت و ایرانیان
سوئیداس هرودوت را فرزند لیکزیس و دریو معرفی می‌کند که در هالیکارناس، بخشی از شاهنشاهی هخامنشی در زمان داریوش بزرگ به دنیا آمد. همچنین نام پدر و مادر او ریشهٔ یونانی ندارد و منحصربه‌فرد به نظر می‌رسد. از این رو، جرج سارتن احتمال می‌دهد که این‌ها نام‌های شرقی باشند که کم و بیش رنگ یونانی به خود گرفته‌اند و اگر چنین باشد، هرودوت را می‌توان شرقی یا دست کم نیمه‌شرقی دانست. شاید به همین دلیل باشد که پلوتارک، تاریخ‌نگار یونانی، هرودوت را بیگانه‌پرست (Philobarbaro) معرفی کرده است، هر چند که یک علت دیگر هم برای این نظر پلوتارک می‌توان ذکر کرد و آن این که در زمان هرودوت، چیزی به اسم قوم واحد یونانی وجود نداشت و جهان هنوز اسکندر مقدونی و رومی‌ها را به خود ندیده بود و این چیزی بود که پلوتارک و نویسندگان معاصر وی یا بعد از وی نمی‌توانستند آن را درک کنند.
اگرچه هرودوت در نگارش نبردهای پارسیان و یونانیان، گاه از هم‌زبانان یونانی خود پشتیبانی می‌کند و شاید در برخی موارد بتوان گفت قلمش تا حدودی تابع حِسیاتَش می‌شود، ولی بخش مهمی از تاریخ ایران باستان به کمک نوشته‌های او شناخته شده است، مخصوصاً قسمت مربوط به جنگ‌های پارسیان و یونانیان که در زمان خشایارشا اتفاق افتاد.